# Stiltezone

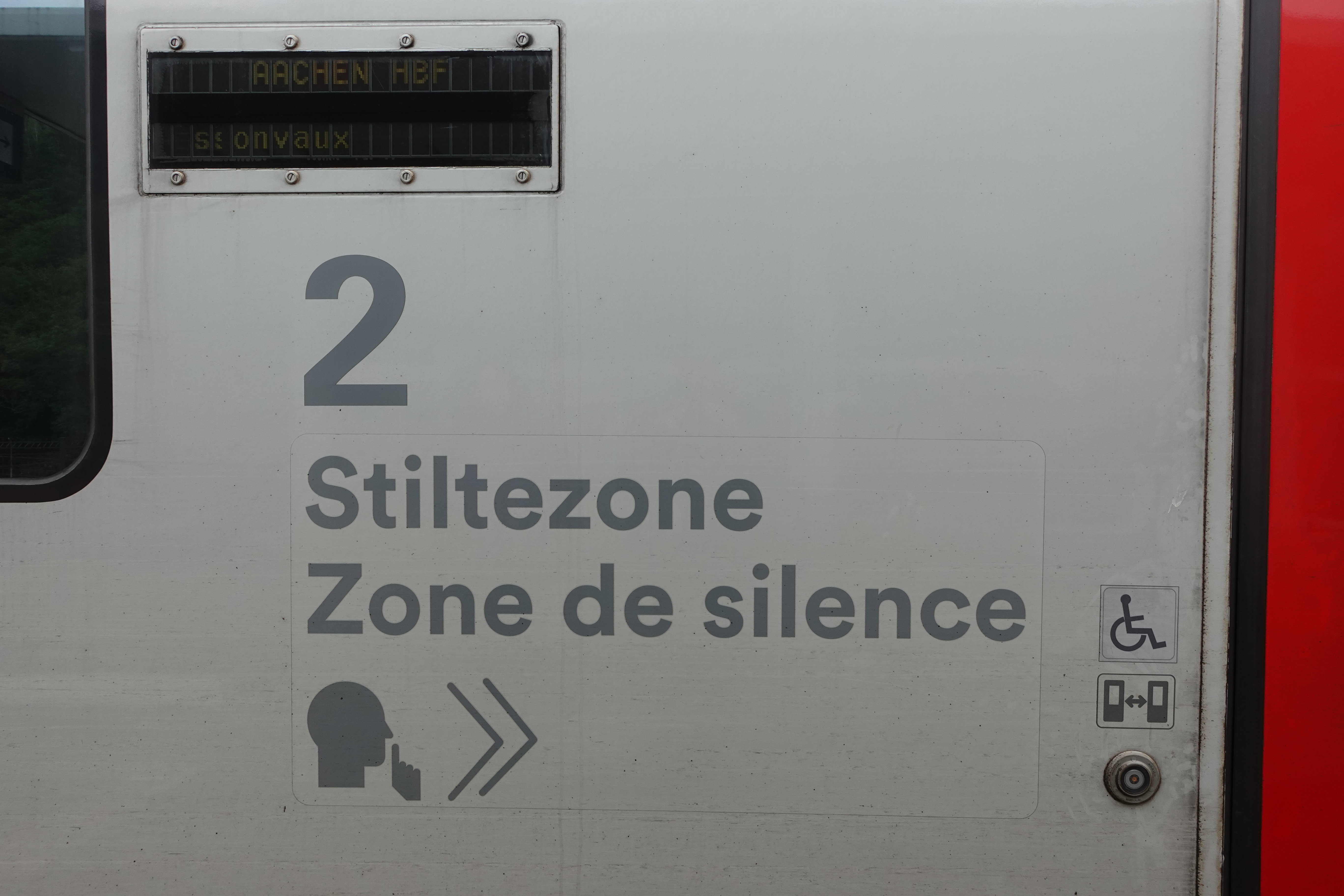
Stiltezone in een NMBS I11-stuurrijtuig

Een stiltezone of stiltecoupé is een zone in een passagierstrein of ander vervoermiddel waar geluid zoveel mogelijk geweerd wordt.

## Nederland
In Nederland bestaan stiltecoupés bij de Nederlandse Spoorwegen sinds 2003.
Op de ramen ervan zit een grote sticker met opschrift STILTE [S] SILENCE en binnen de stiltecoupé is er een pictogram van iemand die zijn vinger tegen zijn lippen houdt.

## België
In België hield de NMBS in de eerste helft van 2023 een proefproject waarbij stiltezones werden ingevoerd in alle I11-stuurrijtuigen (tweede klas), die toen reden op de IC-treinen Oostende - Eupen en Brussel - Luxemburg.
Tegen de zomer van 2025 worden de twee meest recente generaties dubbeldekstreinen, M6 en M7, wat overeenkomt met 65% van de intercitycapaciteit, uitgerust met een stiltezone (tweede klas) per trein, op de benedenverdieping (bij M7 in het rijtuig onder de eerste klas).
Gebruikers van de Belgische stiltezone wordt gevraagd niet hardop te praten of te bellen, de mobiele telefoon op stil te zetten en het volume van de hoofdtelefoon of de oortjes niet te luid te zetten. Belgische stiltezones worden aangeduid met een pictogram van iemand die zijn vinger tegen zijn lippen houdt.

## Andere landen
Ook in andere landen bestaat het concept: zo hebben Duitse ICE-treinen een Ruhebereich, Oostenrijkse RailJet-treinen een Ruhezone, Spaanse AVE-treinen een Coche en silencio, Italiaanse Frecciarossa-treinen een Area Silenzio. Ook Amtrak heeft stiltecoupés aan boord van hun treinen.